# Scream/Childhood
«Scream/Childhood» es un sencillo doble cara y el primer sencillo del noveno álbum de estudio de Michael Jackson, HIStory: Past, Present and Future - Book I, en donde "Scream", es la canción 1 y  "Childhood" es la canción 10 en el segundo álbum, HIStory Continues. "Scream", es un dueto con su hermana menor Janet Jackson, mientras  que "Childhood", es un solo. El sencillo fue lanzado el 31 de mayo de 1995. Scream fue tocada por Michael Jackson durante el HIStory World Tour, en un medley junto a They Don't Care About Us e In The Closet. Janet Jackson interpretó la canción en algunos de sus conciertos.

## Historia
"Scream" se cita en primer lugar como una canción agresiva, de  represalia dirigidas a los medios de comunicación sensacionalistas y su cobertura de las acusaciones de abuso sexual infantil contra Michael Jackson en 1993. "Scream" fue coescrita, compuesta y producida por Jimmy Jam and Terry Lewis, Jackson tocó varios de los instrumentos que incorporan elementos de pop, electrorock, dance-pop y funk. La grabación de Scream tuvo lugar en The Hit Factory en Nueva York y en Flyte Tyme Studios en Edina, Minnesota, en diciembre de 1994. 
La canción se filtró en un principio en estaciones de radio, a pesar de que Epic Records intentó mantenerlo fuera del aire hasta la fecha del lanzamiento oficial. En general fue bien recibido entre los críticos, ha sido comparado favorablemente con otras piezas realizadas por Jackson. Se pasó a ser nominado para un premio Grammy y un American Music Award. El video musical correspondiente sigue siendo una de las piezas más aclamados por la crítica de Jackson, que ganó numerosos MTV Video Music Awards y un Grammy. A un costo de $7 millones de dólares, que aparece en el Guinness World Records como el video musical más caro jamás hecho, aunque el director del video, Mark Romanek, niega que éste sea el videoclip más caro de la historia. Las imágenes en "Scream" se ha repetido en varias obras contemporáneas, incluyendo "No Scrubs" por el TLC, "Shawty Get Loose" de Lil Mama y "Stay the Night" de IMx.
"Childhood" es una canción auto-biográfica  escrita y compuesta por Michael Jackson únicamente. El tema de los centros de seguimiento en torno a sus experiencias de infancia difícil. Se convertiría en el tema principal de la película Free Willy 2: The Adventure Home, continuando su asociación con la serie de Liberen a Willy. El tema apareció en varios álbumes de compilación, pero se encontró con una recepción mixta entre los críticos.El Video musical de la canción, que tenía poco en común con la película de apoyo, ha sido alabado por la casajena crítica.
"Scream" / "Childhood" se convertiría en el primer sencillo en la historia de los 37 años de Billboard en debutar en el número cinco en el Billboard Hot 100, donde se alcanzó el máximo. Fue un éxito en todo el mundo, alcanzando los cinco primeros en la gran mayoría de los mercados musicales más importantes.

## Scream
Grabación
"Scream" es ante todo un canto dirigido a la prensa amarillista. Ya en la década de 1980, Jackson y la prensa tuvieron una relación difícil. En 1986, la prensa amarillista publicó un artículo afirmando que Jackson dormía en una cámara de oxígeno hiperbárico para frenar el proceso de envejecimiento, que fue fotografiado tumbado en una caja de vidrio. La afirmación era falsa. Cuando Jackson compró un chimpancé de mascota llamado Bubbles, se informó como prueba de la separación cada vez mayor de la realidad. Se informó que Jackson se había ofrecido para comprar los huesos de Joseph Merrick (el "hombre elefante"), y aunque falsa, Jackson hizo no negar la historia. Estas historias inspiradas en el apodo peyorativo "Wacko Jacko", que Jackson adquirió el año siguiente, y que vendría a despreciar. Se presumieron falsedades a la prensa, por lo que los medios de comunicación comenzaron a hacer sus propias historias.
En 1987, Jackson lanzó la canción y el vídeo musical "Leave Me Alone", una canción sobre su victimización percibida a manos de la prensa. El video muestra a Jackson que se burlaba, no solo de la prensa, sino también la situación en la que estaba el (se ve porque aparecen periodistas con cabeza de perro). En el vídeo, hay imágenes de los santuarios de su amiga Elizabeth Taylor, periódicos con titulares bizarros, un baile de Jackson con los huesos de El hombre elefante, y una nariz de animación con un bisturí persiguiendo por la pantalla.
En 1993, la relación entre Jackson y la prensa se destruyó por completo cuando fue acusado de abuso sexual infantil. Aunque nunca fue acusado de un delito, Jackson fue objeto de un intenso escrutinio los medios de comunicación, mientras que la investigación penal se llevó a cabo. Las quejas sobre la cobertura y los medios de comunicación incluidos, respecto de los titulares sensacionalistas para atraer a los lectores y espectadores cuando el contenido en sí no apoyó el título, historias de la aceptación de la actividad criminal de Jackson supuesta a cambio de dinero, aceptando confidencial, filtrado de material la investigación policial a cambio de dinero pagado, deliberadamente usando imágenes de la apariencia de Jackson en su peor momento, la falta de objetividad y el uso de titulares que dan a entender claramente la culpabilidad de Jackson. En el momento, dijo Jackson de la reacción de los medios de comunicación: "Voy a decir que estoy particularmente molesto por la manipulación de la materia por el increíble, los medios de comunicación terrible. En cada oportunidad, los medios de comunicación ha diseccionado y manipulado estas denuncias para llegar a sus propias conclusiones."
En ese tiempo el artista comenzó a tomar analgésicos, Valium, Xanax y Ativan para hacer frente a la presión de las denuncias formuladas contra él. Unos meses después de los alegatos se convirtió en noticia, Jackson había perdido aproximadamente 10 libras (4,5 kg) de peso y había dejado de comer. La salud de Jackson se había deteriorado hasta el punto en que canceló el resto de su Dangerous World Tour y entró en rehabilitación. Jackson reservó el cuarto piso entero de una clínica y se puso en Valium IV para destetar a él desde analgésicos. El portavoz del cantante dijo a la prensa que Jackson era "apenas pueden funcionar adecuadamente en un nivel intelectual". Mientras que en la clínica, Jackson participó en el grupo y uno-a-uno sesiones de terapia.
Cuando Jackson dejó los EE.UU. para entrar en la rehabilitación, los medios de comunicación mostraron al cantante con poco de simpatía. El Daily Mirror ha mantenido un "Spot del concurso" Jackson, ofreciendo a los lectores un viaje a Disney World, si bien podía predecir que el artista parece próximo. Un titular del Daily Express decía: "Drug Treatment Star Faces Life On The Run", mientras que News of the World titular acusó a Jackson de ser un fugitivo. Estos tabloides también falsamente alegó que Jackson había viajado a Europa para una cirugía estética que le haría irreconocible a su regreso. Geraldo Rivera creó un simulacro de juicio, con un jurado compuesto por miembros de la audiencia, a pesar de que Jackson no había sido acusado de un delito.
"Scream" / "Childhood" y HIStory es la primera publicación de Jackson desde las acusaciones, y la prensa estaba esperando para ver si el álbum se vendía muy bien. Un analista de SoundScan expresó la opinión de que 
la prensa estaba fuera de contacto con el público cuando se trataba de Jackson, al público le gustaba, mientras que la prensa no. Él creía que los "pesimistas" de los medios de comunicación se quedarían 
sorprendidos con la recepción comercial de HIStory.

### Videoclip
En un efecto en blanco y negro, se ve a Jackson bailando con Janet en 
una nave espacial. Es el videoclip más caro de la historia:
1. Animación computada de nave espacial: US$ 65 mil.
2. Guitarras Gibson: US$ 53 mil.
3. Efectos de morphing: US$ 50 mil.
4. Maquillaje de Michael Jackson: US$ 8 mil.
5. Coreografía: US$ 40 mil.
6. Vídeos gigantes: US$ 80 mil.
7. Luces: US$ 175 mil.
8. Once sets escenográficos: US$ 5 millones.
9. Costo de grabación por once días: US$ 636 mil.

El video se encuentra disponible en el canal oficial de Youtube de Michael Jackson VEVO.

## Lista de canciones

### Scream (Remixes)

#### UK 7" promo bag
- A. «Scream» (Def Radio Mix) – 3:20
- B. «Scream» (Single Edit) – 4:04

#### Maxi 12"
- A1. «Scream» (Naughty Main Mix) – 5:42
- A2. «Scream» (Naughty Pretty-Pella) – 5:41
- B1. «Scream» (Pressurized Dub Pt. 2) – 6:32
- B2. «Scream» (Álbum Versión) – 4:42

#### Europe maxi CD
- «Scream» (Single Edit) – 4:04
- «Scream» (Naughty Pretty-Pella) – 5:51
- «Scream» (Naughty Main Mix – No Rap) – 5:54
- «Scream» (Pressurized Dub Pt. 2) – 6:32

#### UK maxi 12"
- A1. «Scream» (Pressurized Dub Pt. 1) – 10:06
- A2. «Scream» (Pressurized Dub Pt. 2) – 6:32
- B1. «Scream» (Álbum Versión) – 4:42
- B2. «Scream» (Single Edit #2) – 4:04
- B3. «Scream» (Naughty Pretty-Pella) – 5:51
- B4. «Scream» (Naughty Acapella) – 4:40

#### 2x12" promo
- A1. «Scream» (Classic Club Mix) – 9:00
- A2. «Scream» (D.M. R&B Extended Mix) – 5:34
- A3. «Scream» (Def Radio Mix) – 3:20
- B1. «Scream» (Naughty Main Mix) – 5:42
- B2. «Scream» (Naughty Main Mix No Rap) – 5:54
- B3. «Scream» (Dave "Jam" Hall's Extended Urban Mix) – 5:09
- C1. «Scream» (Pressurized Dub Pt. 1) – 10:06
- C2. «Scream» (Pressurized Dub Pt. 2) – 6:32
- D1. «Scream» (Álbum Versión) – 4:42
- D2. «Scream» (Single Edit #2) – 4:04
- D3. «Scream» (Naughty Pretty-Pella) – 5:51
- D4. «Scream» (Naughty Acappella) – 4:40

#### German 3-Track Promo CD
- 1. «Scream» (Single Edit #2)
- 2. MJ Hits Medley
- 3. Message for German Fans

### Scream/Childhood

#### Sencillo 7" y Sencillo en CD
- A. «Scream» – 4:42
- B. «Childhood» – 4:28

#### Sencillo en CD 12"
- «Scream» (Classic Club Mix) – 9:00
- «Scream» (Pressurized Dub Pt. 1) – 10:06
- «Scream» (Naughty Main Mix) – 5:42
- «Scream» (Dave "Jam" Extended Urban Remix) – 5:09
- «Scream» (Single Edit) – 4:04
- «Childhood» – 4:28

#### UK/Europe CD maxi
- «Scream» (Single Edit)
- «Scream» (Def Radio Mix)
- «Scream» (Naughty Radio Edit With Rap)
- «Scream» (Dave 'Jam' Hall's Ext Urban Mix Edit)
- «Childhood» (Theme Of Free Willy 2)

#### Sencillo en casete
- «Scream» (Single Edit) – 4:04
- «Childhood» – 4:28
- «Scream» (Álbum Versión) – 4:42

## Posicionamiento en listas
| País           | Listas (1995)            | Posición       |
| -------------- | ------------------------ | -------------- |
| Alemania       | Media Control Charts     | 8              |
| Australia      | Australian Singles Chart | 2              |
| Austria        | Austrian Singles Chart   | 9              |
| Bélgica        | Ultratop 50 (flamenca)   | 5              |
| Bélgica        | Ultratop 50 (valona)     | 3              |
| España         | Spanish Singles Chart    | 1              |
| Estados Unidos | Billboard Hot 100        | 5              |
| Estados Unidos | Hot R&B Singles          | 2              |
| Estados Unidos | Hot Dance Club Play      | 1              |
| Estados Unidos | Top 40 Mainstream        | 20             |
| Europa         | Eurochart Hot 100        | 1              |
| Francia        | SNEP Singles Chart       | 4              |
| Irlanda        | Irish Singles Chart      | 6              |
| Italia         | FIMI Singles Chart       | 1              |
| Noruega        | Norwegian Singles Chart  | 2              |
| Nueva Zelanda  | RIANZ Singles Chart      | 1              |
| Países Bajos   | Dutch Singles Chart      | 3              |
| Reino Unido    | UK Singles Chart         | 3              |
| Suecia         | Swedish Singles Chart    | 8              |
| Suiza          | Swiss Singles Chart      | 3              |
| País           | Lista (2009)             | Mejor posición |
| Reino Unido    | UK Singles Chart         | 70             |
| Suiza          | Swiss Singles Chart      | 93             |